# Penthetria
Amasia, Bibiopsis, Mycetophaetus, Protomyia, Plecia (Bibiopsis), Plecia (Protomyia)
Genre
Espèces de rang inférieur
- P. funebris Meigen, 1804 espèce type,
- voir paragraphe #Espèces.

Synonymes
- Amasia Meigen, 1800,
- Bibiopsis Heer 1849,
- Mycetophaetus Scudder 1892,
- Protomyia Heer 1849

Penthetria est un genre d'insectes diptères de la famille des Bibionidae (les "mouches de Saint-Marc" ou « mouches noires »).

## Classification
Le genre Penthetria est décrit en 1803 par l'entomologiste allemand Johann Wilhelm Meigen (1764-1845), et son espèce type est Penthetria funebris, décrite l'année suivante par le même entomologiste, pionnier dans les travaux sur les Diptères.

### Synonymes
Selon Paleobiology Database en 2023, deux sous-espèces ont été requalifiées en synonymes :
- Plecia (Bibiopsis) Heer 1849,
- Plecia (Protomyia) Heer 1849

## Espèces
- P. aberrans Yang & Luo, 1989
- P. appendicula Hardy, 1945
- P. beijingensis Yang & Luo, 1988
- P. carbonaria (Brunetti, 1912)
- P. clavata Yang & Luo, 1989
- P. distincta Hardy, 1945
- P. erythrosticta Yang & Luo, 1989
- P. formosana Hardy, 1953
- P. funebris Meigen, 1804
- P. gansuensis Yang & Luo, 1989
- P. gracilima Edwards, 1928
- P. heros Say, 1829
- P. heteroptera (Say, 1823)
- P. indica (Brunetti, 1911)
- P. integroneura Skartveit, 2009
- P. japonica Wiedemann, 1830
- P. melanaspis Wiedemann, 1828
- P. mexicana (Hardy, 1937)
- P. montanaregis Skartveit, 2009
- P. motschulskii (Gimmerthal, 1845)
- P. nigerrima (Bellardi, 1859)
- P. nigrita Perty, 1833
- P. obscura (Brunetti, 1911)
- P. picea Yang, 1997
- P. ritsumeikana Sasakawa, 1967
- P. rufidorsalis Luo & Yang, 1988
- P. shaanxiensis Yang & Luo, 1989
- P. simplicipes (Brunetti, 1925)
- P. takeuchii Okada, 1938
- P. velutina Loew, 1858
- P. yunnanica Luo & Yang, 1988
- P. zheana Yang & Chen, 1995

## Espèces fossiles
Selon Paleobiology Database en 2023, le nombre d'espèces fossiles est de quarante-huit :
- †Bibiopsis murchisonii Unger 1841
- †P. abacula Lewis 1971
- †P. aestimata Statz 1943
- †P. alderensis Lewis 1971
- †P. amoena Heer 1849
- †P. anthracina Heer 1849
- †P. beskonakensis Skartveit and Nel 2012
- †P. blanchardi Oustalet 1870
- †P. bohemica Novák 1878
- †P. brevicollis Heer 1849
- †P. carbonum von Heyden and von Heyden 1865
- †P. cimicoides Heer 1849
- †P. claripennis Théobald 1937[3]
- †P. creedensis James 1938
- †P. egerana Novák 1878
- †P. elongatipennis Théobald 1937[3]
- †P. fryi Rice 1959
- †P. fuchsi Handlirsch 1907
- †P. gigantea Théobald 1937[3]
- †P. globularis Oustalet 1870
- †P. graciliventris Théobald 1937[3]
- †P. immutabilis Melander 1949
- †P. imperialis Novák 1878
- †P. incerta Oustalet 1870
- †P. integroneura Skartveit 2009
- †P. intermedia Scudder 1892
- †P. latipennis Heer 1849
- †P. longa Heer 1849
- †P. longifurca Melander 1949
- †P. longiventris Théobald 1937[3]
- †P. luberonica Skartveit and Nel 2017
- †P. lugens Oustalet 1870
- †P. montanaregis Skartveit 2009
- †P. nervisinuata Théobald 1937[3]
- †P. nigra Statz 1943
- †P. parschlugiana Heer 1849
- †P. rottensis Statz 1943
- †P. rubescens Oustalet 1870
- †P. rubiensis Lewis 1971
- †P. scita Statz 1943
- †P. subterranea Théobald 1937[3]
- †P. togoensis Fujiyama and Iwao 1974
- †P. tropica Statz 1943
- †P. velutina Loew 1858
- †P. volgeri Von Heyden 1859
- †P. whipsawensis Rice 1959
- †Protomyia grossa von Heyden and von Heyden 1865
- †Protomyia stygia von Heyden and von Heyden 1865

## Galerie
- Espèces sœurs vivantes du genre Penthetria.
- Penthetria funebris.
- Penthetria funebris.
- Penthetria funebris - webm : 2 min 33 s.
- Penthetria heteroptera.
- Penthetria heteroptera.

### Publication originale
- [Johann Wilhelm Meigen 1803] (en) Johann Wilhelm Meigen, « Versuch einer neuen Gattungs-Eintheilung der europaischen zweiflugligen Insekten », Mag. Insektenkd, vol. 2,‎ 1803, p. 259–281.